# Frassineto Po
Frassineto Po és un municipi situat al territori de la província d'Alessandria, a la regió del Piemont, (Itàlia).
Limita amb els municipis de Borgo San Martino, Breme, Candia Lomellina, Casale Monferrato, Ticineto i Valmacca.